# جامع علي أفندي
جامع علي أفندي من مساجد بغداد الأثرية القديمة في العراق، وفيه حرم واسع المصلى تبلغ مساحته 300م2، والجامع كبير البنيان وعليهِ قبة (هدمت القبة في عقد الستينيات بعد توسيع شارع الجمهورية، وكذلك بقية مرافق المسجد ضمت للشارع وبقي جزء صغير من مصلى الحرم قرب المنارة الآن)، وفي جانب المسجد منارة مئذنة عالية ومزينة بالكاشي الملون، ويقع الجامع في شارع الجمهورية في محلة البارودية، غربي جانب الرصافة من بغداد، وتقام فيهِ حالياً صلاة الجمعة وصلاة العيدين وسائر الصلوات الخمسة، ولقد بناهُ علي أفندي وهو من أعيان رجال الدولة العثمانية، وكان يشغل منصب الدفتردار في ولاية بغداد، وبني هذا المسجد في أيام وظيفتهِ ببغداد وذلك سنة 1123 هـ/1711م.
وتم إعادة تعمير الجامع وصيانة الحرم وترميمه سنة 1340 هـ/1921م، من قبل المتولي علي أفندي بن محمد أفندي، وآخر ترميم وصيانة له كانت من قبل وزارة الأوقاف والشؤون الدينية سنة 1963م، وتبلغ مساحة الجامع 1500م2 تقريباً، ويتسع الحرم لأكثر من 200 مصل، ومقابل الحرم مصلى صيفي في فسحة مسقفة.
وذكر في كتاب العقد اللامع: (أنشأه علي أفندي بن مراد أفندي بن عبد الله سنة 1123 هجرية وهو جامع كبير تصلى فيهِ الأوقات الخمسة والأعياد، رحب الفناء، قويم الأرجاء، لم تزل أنظار المتولين عليهِ بالعناية في التعمير والترميم... ولهُ أوقاف كثيرة تفي بلوازمه وقد أستبدل بعضها بغيرها، ومن أوقافهِ دكاكين في سوق السراي، وأرض مزرعة تابع خريسان، وقد دفن في رواق هذا الجامع بعض متولي الجامع المذكور)
وكان الجامع يتصل بالجانب الآخر من الشارع الذي شق محلة البارودية حيث تقلصت مساحة الجامع ونقل منه رفات علي أفندي إلى مقبرة باب المعظم بعد فتح شارع الجمهورية عام 1958 وكان مرقد الضريح إلى جانب اليسار منه ثم بنيت فوقه العمارة الحديثة.

## وصلات خارجية
- موقعه على خارطة بغداد